# ريان هارت
ريان هارت (بالإنجليزية: Ryan Shealy) هو لاعب كرة قاعدة أمريكي، ولد في 29 أغسطس 1979 في فورت لودرديل في الولايات المتحدة.

## وصلات خارجية
- ريان هارت على موقع دوري كرة القاعدة الرئيسي (الإنجليزية)
- ريان هارت على موقعبيزبول رفرنس.كوم (الدوري الرئيسي) (الإنجليزية)
- ريان هارت على موقعبيزبول رفرنس.كوم (الدوري الثانوي) (الإنجليزية)